# یاشکوویتسه (استان لهستان کوچک‌تر)
یاشکوویتسه (به لاتین: Jaśkowice) یک روستا در لهستان است که در گمینا سکاوینا واقع شده‌است.
 یاشکوویتسه  ۱٬۰۰۰ نفر جمعیت دارد و ۲۷۶ متر بالاتر از سطح دریا واقع شده‌است.